# Niccolò Picingli
Niccolò Picingli (in greco Νικόλαος Ἐπιγίγγλης, Nikólaos 'Epigínglēs) (fl. X secolo) è stato un generale bizantino.

## Biografia
Fu lo stratego bizantino di Bari che comandò il contingente romano orientale nella famosa battaglia del Garigliano nel 915, durante le Guerre arabo-bizantine.
Fu nominato nel 915 dall'Imperatore di Costantinopoli per rimpiazzare Melisiano. Immediatamente egli cominciò ad operare per un'alleanza che radunasse vari principi cristiani dell'Italia meridionale per uno sforzo concertato al fine di espellere i musulmani da Traetto e dall'intera penisola. Godette dell'aiuto in questo suo sforzo d'una flotta bizantina messa a disposizione dall'Imperatore. Il longobardo principe  Guaimaro II di Salerno e il principe di Capua e Benevento, Landolfo I, si unirono con le sue forze e insieme marciarono verso settentrione in direzione del fiume Garigliano, dove sorgeva l'insediamento musulmano di Traetto.
I signori di Gaeta e Napoli, i duchi Giovanni I di Gaeta e Gregorio IV di Napoli entrambi formalmente vassalli bizantini, risposero alla chiamata e giunsero anch'essi al suo campo per essere investiti di onorifici titoli bizantini: il duca di Gaeta e suo figlio, Docibile, con il duca di Napoli e suo figlio, Giovanni, furono insigniti della dignità di patrizi.
La notevole forza così raccolta s'incontrò con il papa Giovanni X, che era personalmente al comando d'un esercito di laziali e toscani, uniti già alle numerose truppe di Alberico I di Spoleto che aveva inviato le sue armate al Papa da Umbria e Marche. Tutti si scontrarono con i musulmani nel giugno del 915 e la battaglia fu un completo successo dell'alleanza cristiana.
Niccolò Picingli fu privato della sua carica nel 921.